# جيرد ألبرشت
جيرد ألبرشت (بالألمانية: Gerd Albrecht)‏ (و. 1935 – 2014 م) هو موزع ألماني، ولد في إسن، توفي في برلين، عن عمر يناهز 79 عاماً.

## مناصب
تولى منصب مخرج موسيقي، Czech Philharmonic ‏ (1992–1995).

## جوائز
حصل على جوائز منها:
- Besançon International Music Festival [الإنجليزية]‏ (1956)
- ميدالية الشرف الفضية العظمى للخدمات المقدمة لجمهورية النمسا
- النيشان الذهبي للخدمات المقدمة لمدينة فيينا ‏.

## وصلات خارجية
- جيرد ألبرشت على موقع IMDb (الإنجليزية)
- جيرد ألبرشت على موقع مونزينجر (الألمانية)
- جيرد ألبرشت على موقع ميوزك برينز (الإنجليزية)
- جيرد ألبرشت على موقع إن إن دي بي (الإنجليزية)
- جيرد ألبرشت على موقع أول ميوزيك (الإنجليزية)
- جيرد ألبرشت على موقع ديسكوغز (الإنجليزية)

- جيرد ألبرشت في قاعدة بيانات الأفلام على الإنترنت